# Онник Каранфилян
Онник Степан Каранфилян – Onnik е български художник.

## Биография
Роден е на 8 март 1963 г. През 1982 г. завършва Национална художествена гимназия „Цанко Лавренов“ с отличие, като от целия випуск получава пръв дипломата си „отличие с похвала“. Oт 1982 г. до 1984 г. отбива редовна военна служба в БНА. Между 1984 и 1988 г. работи в ситопечатница, ОУ „Кинефикация“ – Сливен, „Балканбас“ – Сливен. Между 1988 и 1994 г. следва графика в Националната художествена академия, в класа на проф. Стоян Стоянов – Течи. През 1994 г. защитава магистратура.
Дипломната му работа съчетава за пръв път в историята на българската графика (изобразително изкуство) класическите техники на печат (офорт, суха игла, акватинта, литография, релефен печат) с компютърна графика. Негова е и първата изцяло създадена дигитална графика, отпечатана на ръчна хартия „Magniani“ в изключително лимитирана серия от 20 отпечатъка.
Една от дипломните му работи е избрана за Триенале на изкуствата в Осака '94 от жури в състав: Шигенобу Кимура – директор на националния музей на изкуствата в Осака; Уилям С. Либерман – директор на колекция „Жак и Наташа Гелман“ в Метрополитън музей, Ню Йорк; Тацуми Шинода – професор в Токийския университет на изкуствата, Токио; Ричард Станиславски – директор на Музей на изкуствата, Полша. Онник Каранфилян е единственият избран сред 19-те български автора, представени с 81 графики.
През 1999 г. се жени за Нина Колева-Каранфилян, която завършва също през 1994 г. с магистърска степен специалност „Текстил – изкуство и дизайн“ в Националната художествена академия в класа на проф. Васил Овчаров.
Oт 1988 г. Онник Каранфилян живее и твори в град София, България.

## Творчество

### Участие в колективни изложби
- 1985 – 1988, Групови изложби – Сливен
- 1986 – 1987, ОХИ в София
- 1986 Галерия Досев, София; Регионална изложба, Ямбол
- 1988 Изложба „Екология“, НХА, София
- 1989 Международна изложба на студенти – Белград, Будапеща, Виена, Рим и Атина
- 1989 Студентска изложба – Ню Йорк и Вашингтон, САЩ
- 1991 Миниатюрна графика, Кадакас, Испания
- 1991 Международен екслибрис конкурс, Сент-Никлаас, Белгия
- 1991 Международно биенале на графиката, Сапоро, Япония
- 1992 „Нови Имена“, София
- 1992 1-ва изложба на българско изкуство в Сеул, Южна Корея
- 1993 Международно биенале на графиката, Маастрихт, Холандия
- 1993 „Българско изкуство в Германия“, Германия
- 1993 Международно биенале на графиката, Варна
- 1994 „33-ма графици от България“, Южна Африка
- 1994 5-о Международно триенале на изкуствата в Осака, Япония
- 1995 Международно биенале на графиката, Варна
- 1995 Международно триенале на графиката, София
- 1995 Международен екслибрис конкурс, Сент-Никлаас, Белгия
- 1995 Миниатюрна графика, Кадакас, Испания
- 1996 Международно триенале на графиката, Кочи, Япония
- 1996 Международно биенале на графиката, Сапоро, Япония
- 1997 Международно биенале на графиката, Варна
- 1997 Групова изложба на Българско изкуство в Белград, Югославия
- 1998 Международно триенале на графиката, София
- 1999 Международно биенале на графиката, Варна
- 2000 6-о Международно биенале на миниатюрните изкуства, Горни Милановац
- 2001 Международно триенале на графиката, Кочи, Япония
- 2001 Международно триенале на графиката, София
- 2001 Международно биенале на графиката, Варна
- 2001 Европейско биенале на гравюрата-раздел екслибрис, Акуи Терми, Италия
- 2002 12-о Международно СПЕЙС триенале на графиката, Сеул, Южна Корея
- 2002 Европейско биенале на гравюрата-раздел екслибрис, Акуи Терми, Италия
- 2003 Международно биенале на графиката, Варна
- 2003 Международен екслибрис конкурс, Сент-Никлаас, Белгия
- 2004 Международно триенале на графиката, София
- 2005 Международно биенале на графиката, Варна
- 2003 Международен конкурс за екслибрис, Анкара, Турция
- 2004 „Български екслибрис“, Културен институт, Варшава, Полша
- 2006 Международно триенале на графиката, Краков, Полша
- 2006 „Български екслибрис“, Дворец на нациите, ООН, Женева, Швейцария
- 2006 Национален конкурс „Изкуство на българската книга“, София
- 2007 Международно триенале на графиката, Кочи, Япония
- 2007 Международно биенале на графиката, Варна
- 2007 Международно триенале на графиката, София
- 2007 Български еротичен екслибрис, Словакия, Австрия
- 2007 Съвременна българска графика, Германия
- 2008 I Международно биенале на графиката в Истанбул, Турция
- 2008 II Триенале на рисунката и графиката в Банкок, Тайланд
- 2008 Конкурс на графиката RHMD в Истанбул, Турция
- 2009 Международно биенале на графиката, Варна
- 2009 Българска графика, Дом Витгенщайн, Виена, Австрия
- 2010 6-о триенале на графичните изкуства[1]
- 2010 Хорст-Янсен Музей, Олденбург, Германия
- 2010 „NEVER, EVER, FOREVER“, Китай
- 2011 Конкурс на графиката RHMD в Истанбул, Турция
- 2011 IV международен конкурс на графиката RHMD в Истанбул, Турция
- 2011 Салон на изкуствата – 2011, София
- 2012 „FUSION“ Покана за международна изложба на съвременната гравюра в Гуанлан, Китай
- 2012 Клуж-Напока, Румъния, „TRIBUNA Graphic 2012“
- 2013 Санта Кроче сул Арно, Италия, изложба на персонално поканени автори на екслибрис
- 2014 7-о международно триенале на графиката, София, 2014[2]
- 2015 персонална покана за 2-ро издание „Global print“, Дуро, Португалия
- 2016 Първи „ТКО Международен конкурс за малка графика“, Токио, Япония
- 2016 4-то Международно биенале за екслибрис и малка графика, Гуанжу, Китай
- 2016 1-во Виртуално биенале 2016, Дуро, Португалия
- 2016 8-о Международно биенале на графиката, Дуро, Португалия
- 2017 11-и международен конкурс за миниатюрен печат на Биенале 2017 - Фрейда Спира, асоцииран уредник, отдел по рисунки и гравюри, Музеят на изкуствата „Метрополитън“ в Ню Йорк
- 2017 10-о Триенале Mondiale de l’Estampe Chamalières - Оверн - Франция
- 2017 КОЧИ МЕЖДУНАРОДНО ТРИЕНАЛЕ НА ГРАФИКАТА, ЯПОНИЯ
- 2019 Международна печатна триенале графика - София, България
- 2019 Международно биенале за печат Варна, България
- 2020 Flower Whispers - изложба с персонална покана на малкоформатна графика, Китайски музей на печата. Шенжен
- 2021 Международно биенале за печат Варна, България
- 2021 Национална графична изложба на името на Георги Герасимов 2021 г., Пазарджик

### Самостоятелни изложби
- 1993, Галерия „Студио Спектър“, София,
- 1993, Галерия „Гийзенрой“, Гелдроп, Холандия
- 1996, Галерия „Хотел Интернационал“, София
- 1996, Галерия „Интерарт“, София
- 1997, Галерия „ФЕЦ“, Берлин, Германия.
- 1998, Галерия „Арт Форум“, София
- 2000, Галерия „Артур Матусян“, Бейрут, Ливан,
- 2000, Национален етнографски музей, София
- 2001, Галерия „Артур Матусян“, Бейрут, Ливан,
- 2001, Национален дворец на културата, „Салон на изкуствата“, София
- 2002, Галерия „Тагея“, Варна
- 2004, Галерия „Възраждане“, Пловдив
- 2005, Галерия „Епрьоф д’Артист“, Антверпен, Белгия
- 2007, Галерия „Д’арт дьо Рон“, Женева, Швейцария – изложба посветена на приемането на България в Европейския съюз.
- 2008, Галерия „Ракурси“, София.[3]
- 2009, Галерия на БКИ, Прага, Чехия.[4]
- 2010, Музей IMOGA – „На път“, Истанбул, Турция[5][6]
- 2010, Артгалерия НДК, „15-и Салон на изкуствата“, НДК, София[7][8]
- 2011, Национална художествена галерия, София,[9]
- 2012, Галерия на БКИ – изложба „Страната на розите“, Париж, Франция.[10]
- 2013, Галерия „Ракурси“, София,[11]
- 2013, Галерия „STEPHANIE’S“, Лос Анджелис, САЩ
- 2014, Галерия „Еделвайс“, София
- 2014, Галерия „Български културен институт“, Берлин, Германия.[12]
- 2015, Галерия „Нюанс“, София.[13][14][15][16]
- 2016, Галерия „Аросита“, София
- 2018, „ИЗГУБЕНИ“, галерия „Финес“, София
- 2020, Галерия „КОНТРАСТ“ - " Танцуващият по въже Homo Ludens Онник Каранфилян – 30 години в графиката", куратор проф. д-р Аксиния Джурова, София, България.[17]
- 2020, Галерия „ДЯКОВ“ - „30 ГОДИНИ В ГРАФИКАТА“, Пловдив, България.
- 2022, Галерия „L'Europeo" - изложба живопис, рисунки и графики, София, България
- 2022, Галерия „Графикарт" - „OUTLET - OK?", София, България
- 2022, Галерия „Дяков" - „40 Отпечатъка", Пловдив, България
- 2023, Галерия „Българи" - „Онник Каранфилян на 60"
- 2024, Галерия „Май" - „През Времето..."
- 2024, Исторически музей-Самоков - „Онник Каранфилян на 60"
- 2024  Галерия „Ателие 28" - „За Красотата, хората и чиповете"

### Награди
- 1989, Втора награда – Конкурс „Екология“, НХА, София
- 1993, Втора награда на галерия „О’Вираж“, Швейцария.
- 1997, 1998 Награда за млад автор на „Арт Диалог“, Париж, Франция.
- 1998, Награда на „Интерарт“ на 2-рото триенале на графиката, София
- 1999, Награда за реалистично изкуство на д-р Филип Маурер, Виена, Австрия – биенале на графиката, Варна
- 2001, Втора награда за екслибрис, Акуи Терми, Италия.
- 2002, Награда на СБХ – творчески престой в Париж, Франция.
- 2002, Голяма награда за малкоформатна графика, Ниш, Сърбия и Черна гора.
- 2003, Награда на VIII Cалон на изкуствата за организирането на две международни изложби, София.
- 2004, Специалната награда за екслибрис на F.I.S.A.E (Международна федерация на екслибрис асоциациите), Женева, Швейцария.
- 2005, Номинация за „Награди за съвременно българско изкуство“, раздел графика, СБХ, София.
- 2006, Специална награда за развитие на екслибриса в България на национален конкурс „Изкуство на българската книга“
- 2006, Почетен диплом за графика от 2-рото международно биенале на графиката RHMD – „Tabula rasa“, Истанбул, Турция.
- 2007, Специална награда на международния конкурс за екслибрис в Анкара, Турция.
- 2007, Награда на „Български художник“ на 5-о Международно биенале на графиката, София.
- 2008, Трета награда на 1-вото международно биенале на графиката в Истанбул-музей IMOGA, Истанбул, Турция.
- 2008, Диплома „Албин Бруновски“ за принос в световното развитие на екслибриса на XXXII F.I.S.A.E конгрес в Пекин, Китай.
- 2008, Първа награда на III международно биенале на графиката RHMD в Истанбул, Турция на тема „Мостът“.
- 2011, PRIX D‘ HONNEUR на IV-я международен конкурс на графиката RHMD в Истанбул, Турция.
- 2011, Награда на СБХ – Салон на изкуствата – 2011, София.
- 2012, 2014 Номинация на наградите „Алианц“, София.
- 2016, „Exelent Mini-print“ на IV-ят конкурс за малка графика и екслибрис в Гуанжу, Китай.
- 2019, Равностойна награда Международно биенале на графиката - VARNA 2019.
- 2021, Награда на галерия „Дяков“, Пловдив, България.
- 2021, Награда за графика на Национална графична изложба на името на Георги Герасимов 2021, Пазарджик, България.
- 2023, Първа награда за графика на Национална изложба-конкурс за изобразително изкуство - Сливен 2023.
- 2023, Голямата награда „СИРАК СКИТНИК" на Национална изложба-конкурс за изобразително изкуство - Сливен 2023.
- 2024, Номинация за графика на Национална изложба-конкурс за изобразително изкуство - Сливен 2024.

### Членство
- 1994 – СБХ[18]
- 2000 – Асоциация „Евроинтеграция“, учредител
- 2001 – Международен eкслибрис център, основател[19]
- 2002 – Асоциация на приятелите на екслибриса в България,[20]
- 2002 – Световна федерация на екслибрис асоциациите F.I.S.A.E
- 2003 – Арменски благотворителен съюз „ПАРЕКОРДЗАГАН“[21]
- 2008 – Почетен член на Екслибрис асоциация в Истанбул, Турция.[22]

### Друга информация
- 1988 – Дарение за фондация „Гюлбенкян“, посветено на земетресението в Армения.[23]
- 1992 – Дарение за болни деца в Куклен, Пловдивско.
- 1995 – Дарение за пострадалите от земетресението в Кобе, Япония.
- 1995 – 1996, 1997, Благотворителни изложби за Международния червен кръст, София.
- 1997 – 1998, преподава в НХА.
- 1997 – Преподава графика на летен семинар в Берлин, Германия.
- 1999 – Дарение на фонда за пострадалите от земетресението в Измит, Турция.
- 2002 – Основател на международно биенале за екслибрис в България.
- 2002 – Основател и редактор на първото списание (двуезично) за Екслибрис в България. УЧАСТВА В МЕЖДУНАРОДНИ ЖУРИТА – Истанбул, София,[2] Русе,[24] Белград.
- 2005 – 2013 – Благотворителни изложби и търгове в сферата на здравеопазването и социалната помощ.
- 2006 - „Contemporary International Ex-libris Artists“, Артур Марио да Мота Миранда, Португалия.
- 2012 – Представяне в „Printmaking Off the Beaten Track“,[25] – Bloomsbury Publishing, Ричард Нойс, Лондон, писател и критик с редица книги за развитието и тенденциите в световната графика, куратор на последното биенале на графиката в Истанбул, RHMD музей.

·        Дипломната му работа съчетава за пръв път в историята на българската графика (изобразително изкуство) класическите техники на печат (офорт, суха игла, акватинта, литография, релефен печат) с компютърна графика. Негова е и първата изцяло създадена дигитална графика, отпечатана на ръчна хартия „Magniani“ в изключително лимитирана серия от 20 отпечатъка.
·        Една от дипломните му работи е избрана за Триенале на изкуствата в Осака '94 от жури в състав: Шигенобу Кимура – директор на националния музей на изкуствата в Осака; Уилям С. Либерман — директор на колекция „Жак и Наташа Гелман“ в Метрополитън музей, Ню Йорк; Тацуми Шинода — професор в Токийския университет на изкуствата, Токио; Ричард Станиславски — директор на Музей на изкуствата, Полша. Онник Каранфилян е единственият избран сред 19-те български автора, представени с 81 графики.
·        „Танцуващият по въже Homo Ludens" Онник Каранфилян, Аксиния Джурова, Любен Дилов-син, Георги Каприев, Издателство Мусагена,  София, 2023     
Негови творби са излагани в: Музей на изкуствата в Сабадел, Барселона; Палфругел в Жирона, Капела „Св. Йоан“; Ханкю, Осака, Япония; Галерия Оиши; Галерия Фукуда – дворец Фукуда; Даймару, Кочи; галерия „Изток-Запад“ в Лондон; Хорст-Янсен музей; ИМОГА музей в Истанбул; RHMD музей в Истанбул и мн. др.
Негови творби се намират в частни колекции в Япония, Канада, Испания, Турция, Германия, Великобритания, Швеция, Норвегия, Финландия, Чехия, Южна Африка, Словакия, Италия, Гърция, Белгия, Дания, Холандия, Франция, Унгария, Швейцария, Кувейт, Ливан и САЩ. Също и в музея „Шрайнер“, Германия, музей „IMOGA“ и музей RHMD в Истанбул, Турция, СГХГ и Националната художествена галерия в София